# Залещицкий городской совет
Залещицкий городской совет (укр. Заліщицька міська рада) — входит в состав
Залещицкого района
Тернопольской области
Украины.
Административный центр городского совета находится в 
г. Залещики.

## Населённые пункты совета
- г. Залещики